# Karl Gall
Karl Gall (Vienna, 5 ottobre 1905 – 27 febbraio 1943) è stato un calciatore austriaco, di ruolo centrocampista.

## Carriera

### Club
Ha giocato nel campionato austriaco e francese.

#### Competizioni internazionali
- Coppa dell'Europa Centrale: 1

FK Austria: 1933

### Nazionale
Ha collezionato 11 presenze con la Nazionale austriaca.